# .ao
.ao – krajowa domena internetowa najwyższego poziomu przypisana dla stron internetowych z Angoli, jest aktywna od 1995 roku i administrowana przez wydział inżynierii Uniwersytetu Agostinho Neto. 

## Domeny drugiego poziomu
- .ed.ao — placówki oświatowe (tylko podmioty mieszczące się w Angoli)
- .gv.ao — jednostki rządowe (tylko podmioty mieszczące się w Angoli)
- .og.ao — organizacje pozarządowe (tylko podmioty mieszczące się w Angoli)
- .co.ao — do zastosowań komercyjnych (tylko podmioty mieszczące się w Angoli)
- .pb.ao — do zamieszczania różnego rodzaju publikacji (tylko podmioty mieszczące się w Angoli; nieużywana)
- .it.ao — tylko dla międzynarodowych instytucji (tylko podmioty spoza Angoli; nieużywana)